# Bonny Madsen
Bonny Madsen (10 de agosto de 1967) é uma ex-futebolista nigeriana-dinamarquesa que atuava como defensora.

## Carreira
Bonny Madsen representou a Seleção Dinamarquesa de Futebol Feminino, nas Olimpíadas de 1996. 